# Žman
Žman is een plaats in de gemeente Sali in de Kroatische provincie Zadar. De plaats telt 203 inwoners (2001).